# アイマク (内モンゴル)
アイマク（盟, ピンイン: méng, モンゴル語: ᠠᠢᠢᠮᠠᠭ aimag）は、中華人民共和国の内モンゴル自治区の行政区画である。

アイマクは、清朝の外藩時代から統治機構として存在した。アイマクの長はそのアイマクに属する旗の旗長（ヤサ）またはsalaから選ばれた。元々のアイマクは哲里木、昭烏達、卓索図、錫林郭勒、烏蘭察布、伊克昭の6つである。その他のものはその後の何世紀かの間に追加された。
アイマクは、歴史的には「部」と漢訳されたが、中華人民共和国では、本来「シグルガン」（ᠴᠢᠭᠤᠯᠭᠠᠨ chuulghan）の訳であった「盟」をもってアイマクの中国語名称としている。

現在、アイマク（盟）は中国の地級行政区の一種となっている。1970年代に存在した9つのアイマクのうち6つは地級市に再編されている。

## アイマク（盟）の一覧

### 現存するアイマク（盟）
| 名称                           | 漢字表記             | ピンイン   | 行政中心                | 県級市 | 県 | 旗 |
| ------------------------------ | -------------------- | ---------- | ----------------------- | ------ | -- | -- |
| アルシャー盟 （Alaša）         | 阿拉善               | Ālāshàn    | アラシャン左旗          |        |    | 3  |
| シリンゴル盟 （Sili-yin ɣoul） | 錫林郭勒（锡林郭勒） | Xīlínguōlè | 錫林浩特市 シリンホト市 | 2      | 1  | 9  |
| ヒンガン盟 （Qiŋɣan）          | 興安 （兴安）        | Xīng'ān    | 烏蘭浩特市 ウランホト市 | 2      | 1  | 3  |

### 廃止されたアイマク（盟）
| 名称                                                  | 漢字表記                              | ピンイン               | 行政中心               | 廃止の期日     | 廃止後の行政区画名                                           |
| ----------------------------------------------------- | ------------------------------------- | ---------------------- | ---------------------- | -------------- | ------------------------------------------------------------ |
| バヤンノール盟 （Bayannaɣur）                         | 巴彦淖爾 （巴彦淖尔）                 | Bāyànnào'ěr            | 臨河                   | 2003年12月1日  | バヤンノール市                                               |
| チャハル盟 （Čaqar）                                  | 察哈爾 （察哈尔）                     | Cháhā'ěr               | 宝昌 （タイブス旗）    | 1958年10月1日  | シリンゴル盟に併合                                           |
| フルンボイル盟 （Kölön Buyir）                        | 呼倫貝爾 （呼伦贝尔）                 | Hūlúnbèi'ěr            | ハイラル               | 2001年8月10日  | フルンボイル市                                               |
| フルンボイル・ヌン・モルン盟 （Kölön Buyir Nunmoron） | 呼倫貝爾納文慕仁 （呼伦贝尔纳文慕仁） | Hūlúnbèi'ěr Nàwénmùrén |                        | 1953年4月1日   | ジェリム盟・ヒンガン盟と合併して内蒙古自治区東部区行政公署に |
| ジェリム盟 （Jirem）                                  | 哲里木                                | Zhélǐmù                | 通遼                   | 1999年1月13日  | 通遼市                                                       |
| ジョソト盟 （J̌osutu）                                 | 卓索図 （卓索图）                     | Zhuósuǒtú              |                        | 1949年以前     | 現在は阜新市（遼寧省）、朝陽市（遼寧省）、赤峰市に分かれる   |
| ジョーオダ盟 （Jo ud）                                | 昭烏達 （昭乌达）                     | Zhāowūdá               | 赤峰                   | 1983年10月10日 | 赤峰市                                                       |
| ヌン・モルン盟 （Nunmoron）                           | 納文慕仁 （纳文慕仁）                 | Nàwénmùrén             | 扎蘭屯（ジャラントン） | 1949年4月11日  | フルンボイル盟と合併してフルンボイル・ヌン・モルン盟に       |
| ウランチャブ盟 （Ulaɣančab）                          | 烏蘭察布 （乌兰察布）                 | Wūlánchábù             | 集寧                   | 2003年12月1日  | ウランチャブ市                                               |
| イフ・ジョー盟 （Yeke Juu）                           | 伊克昭                                | Yīkèzhāo               | 東勝                   | 2001年2月26日  | オルドス市                                                   |